# Wanasalam (Wanasalam)
Wanasalam is een bestuurslaag in het regentschap Lebak van de provincie Banten, Indonesië. Wanasalam telt 5956 inwoners (volkstelling 2010).